# Dãy núi Hostýn-Vsetín
Dãy núi Hostýn-Vsetín (tên tiếng Séc: Hostýnsko-vsetínská hornatina, tên tiếng Anh: Hostýn-Vsetín Mountains hoặc Hostyn-Vsetin Highlands) là một dãy núi nổi tiếng ở Cộng hòa Séc có độ cao lên tới 1.024m.
Các ngọn núi của dãy Hostýn-Vsetín được phủ xanh bởi các đồn điền vân sam Na Uy với mật độ dày đặc. Nhờ phong cảnh thiên nhiên tuyệt vời, cảnh đẹp nơi đây đã gây ấn tượng với hầu hết khách du lịch ghé thăm.Trong đó, được ghé thăm nhiều nhất là thung lũng Rožnovská Bečva giáp với  thị trấn Valašské Meziříčí, Ro Radnov pod Radhoštěm, Dolní, Prostřední và Horní. Ngoài Rožnovská Bečva, thung lũng sông Vsetínská Bečva cũng được khá nhiều người biết đến. Vsetínská Bečva nằm ở phía nam dãy núi, bắt đầu từ thị trấn Vsetín tới khu nghỉ mát Velké Karlovice.
Dãy Hostýnsko-vsetínská hornatina có địa hình khá đặc biệt. Không chỉ thuộc vào một phần phía Tây dãy núi Karpat, Hostýnsko-vsetínská còn bị chia cắt bởi thung lũng Bečva. Việc chia cắt này phân tách dãy núi thành hai phần riêng biệt là Hostýnské vrchy ở phía đông có độ cao thấp hơn và Vsetínské vrchy ở phía tây có độ cao cao hơn. Một phần tự nhiên của dãy núi được con người xây dựng lại thành Khu bảo tồn cảnh quan Beskydy. Do địa hình không ổn định, độ cao các sườn núi không đồng đều đã gây nên một số vụ sạt lở đất nhỏ cho khu vực này. Hostýnsko-vsetínská có độ cao là 1.024 m (3.360 ft), trong đó cao nhất là đỉnh Vysoká (thuộc phần cực đông của dãy).